# Перифет
Перифет (др.-греч. Περιφήτης) — персонаж древнегреческой мифологии. Сын Гефеста и Антиклеи (или сын Посейдона). Его называли «дубинщик» (Коринет), "дубиноносец", за то, что убивал дубиной проходящих путников.
В сражении употреблял медную булаву (палицу), Тесей убил его в Эпидавре, забрав дубину себе.